# Deutsche Automobil-Industrie Hering und Richard

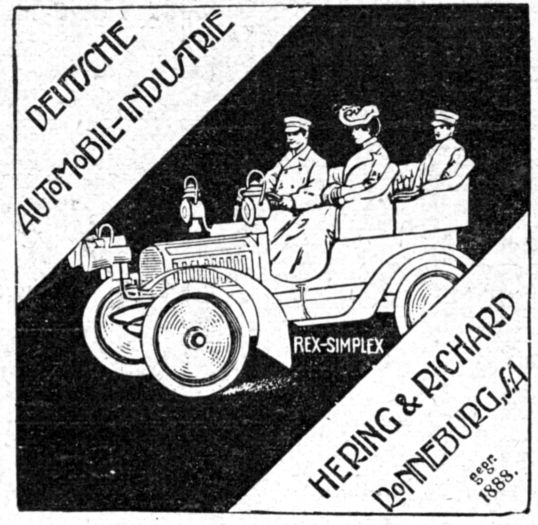
Pubblicità del 20 agosto 1904

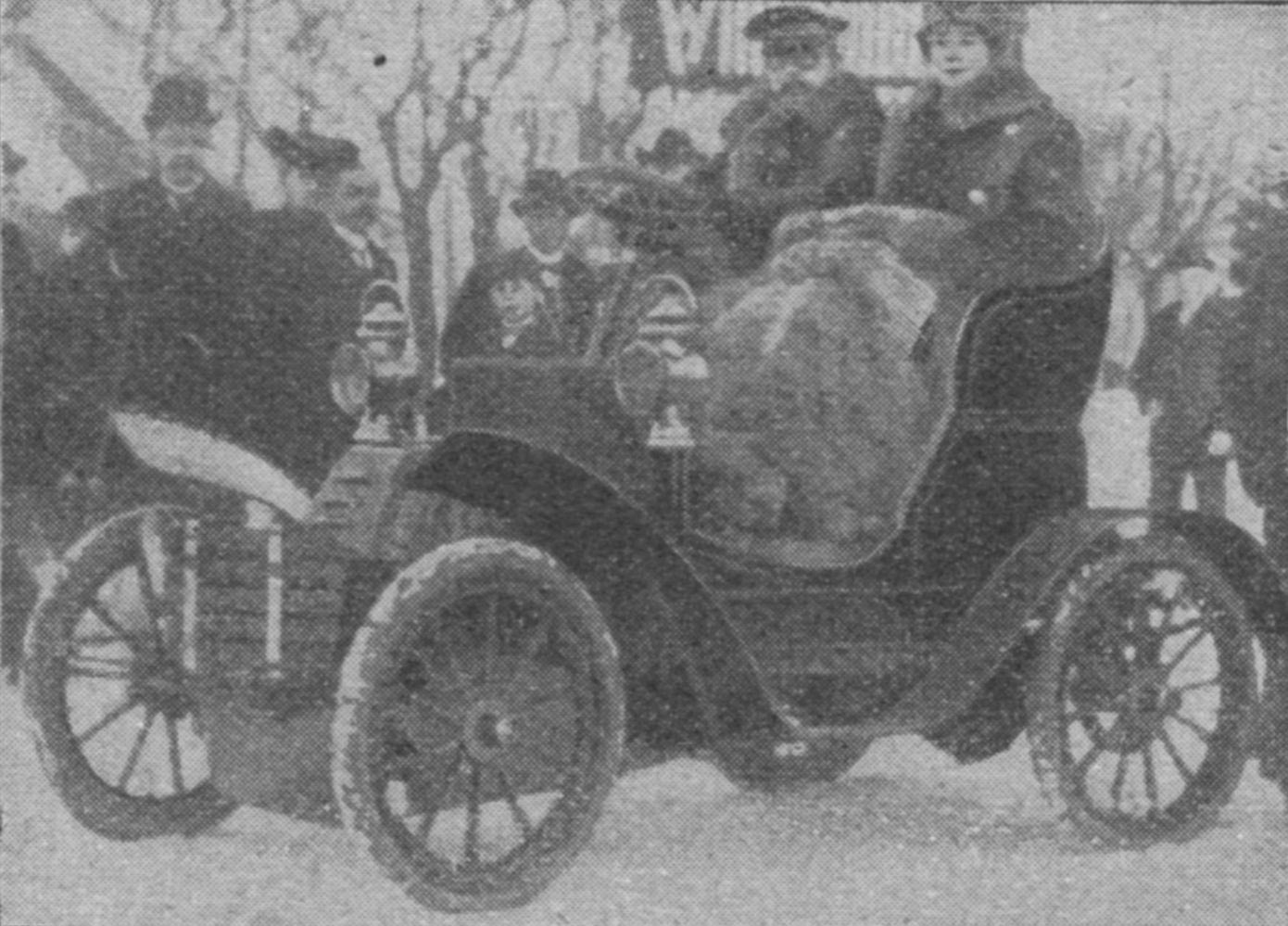
Walther Nernst guida una Rex-Simplex-Motorwagen nel 1904

La Deutsche Automobil-Industrie Hering & Richard fu un costruttore automobilistico con una fabbrica a Gera e la sede venne posta dal 1904 a Ronneburg.

## Storia
La società fu fondata nel 1902 come Deutsche Automobil-Industrie Friedrich Hering OHG. Prima esisteva già una società dal 1888 fornitrice di pezzi per biciclette e autovetture come assali e telai. Per la Daimler-Motoren-Gesellschaft e Benz & Cie. venne fornito un assale con cuscinetti a sfere e per Michelin cerchioni in acciaio per ruote con pneumatici in gomma piena, con numeri tali prodotti da dover creare una nuova fabbrica.
L'azienda con circa 300 dipendenti si mise nel settore automobilistico nel 1902, fabbricando un nuovo e solido autocarro a nome „Rex-Simplex“, e fabbricando anche automobili. L'autocarro leggero fu molto diffuso fino alla prima guerra mondiale.
Nel 1904 l'imprenditore Carl Richard creando una fabbrica a Ronneburg, diede vita alla „Deutsche Automobil-Industrie Hering und Richard“.
Nel 1913 la divisione ruote viene scorporata da Hering, e continuata fino alla seconda guerra mondiale. Durante la guerra furono impiegate circa 600 persone per la produzione dell'autocarro 3 ton. Dopo la guerra il 3 ton non venne più prodotto; il Rex-Simplex fu esportato in tutto il mondo. Hering e Richard non ebbero più capitale a sufficienza per sopravvivere: nel 1922 la Elite-Werke di Brand-Erbisdorf acquisì la società. La carrozzeria di Ronneburg fu ceduta. Il nome societario Deutsche Automobil-Industrie Hering und Richard sparì come il marchio Rex-Simplex.